# ギヨーム・サンシュ (ガスコーニュ公)
ギヨーム・サンシュ（フランス語：Guillaume Sanche, 925年ごろ - 996年）、ギヨーム2世（Guillaume II）またはギリェルモ・サンチョ（スペイン語：Guillermo Sancho）は、ガスコーニュ公（在位：961年 - 996年）。ガスコーニュ公サンシュ4世の庶子で次男。961年に嗣子なく死去した兄サンシュ5世の跡を継いだ。また、ボルドー伯領をガスコーニュ公領と統合した。治世の間に書かれた文書によると、ギヨーム・サンシュの祖父はイベリア半島出身であり、ガルシア2世・サンシュがピレネー山脈を越えてきたという伝承に信憑性を与えている。ギヨーム・サンシュは996年か997年に死去し、息子ベルナール・ギヨームが跡を継いだ。

## 生涯
970年ごろ、ギヨームはガスコーニュ伯の称号を用いていた。叔母エントレゴディスとレーモンの息子で従兄弟にあたるギヨーム善良伯よりボルドー伯領を継承し、これをガスコーニュ公領に統合した。後にギヨームは公爵の称号を帯び、年代記作者エモワン・ド・フルーリは、アッボ・ド・フルーリの伝記の中で、ギヨームのことを「ボルドー伯および全ガスコーニュの公爵」と記している。977年までにギヨームはアジャンおよびバザスも領地に加えた。この公領の拡大は、840年代のバイキングの襲撃から続いたはっきりしない期間の後、この地域とガスコーニュ公に関して得られる情報が増加する要因となっていると考えられている。
977年、ギヨームはガスコーニュ公としてラ・レオル修道院を再建した。ギヨームはその当時、ボルドー伯の称号を用いていなかった。ギヨームはサン＝セヴェール修道院の修復についてボルドーの元老院（「領主」）に助言を求めた988年までには、すでにボルドーを手に入れていた。ガスコーニュは長い間フランス王領から外れていたが、ボルドーはそうではなかった。ボルドーを手に入れたことにより、ギヨームはフランス王ユーグ・カペーの統治年（987年 - 996年）を用い「ユーグ王の治世中」（regnante rege Hugone）という条項を付けて、自身の特許状の日付を記入し始めた。
ギヨームの治世の間に、弟「ガスコーニュ司教」ゴンバルドはガスコーニュの全教区における支配権を確立し、最終的にボルドー大司教となった。ガスコーニュ教会のすべての支配層はギヨームの一族が支配した。ギヨームがレコンキスタに参加しムスリムと戦うためパンプローナに向かった時、ゴンバルドにガスコーニュを管理させた。パンプローナにおいてギヨームは結婚したが、ヴァイキングの襲撃がますます深刻になったため、ガスコーニュに戻ることを余儀なくされた。ギヨームは981年または982年にタレにおいてヴァイキングを破り、その後深刻な脅威ではなくなった。アドゥール川沿いのヴァイキングの居住地は取り除かれ、ヴァイキングは北のペイ・ド・ボルン＝ランドにまで追いやられた。
サンピロによると、ギヨームは970年にガリシアでヴァイキングを破った「ギリェルモ・サンチェス伯」である可能性があるという。10世紀以降でその名のガリシア人は知られていないが、ギヨーム・サンシュがガリシアに赴いたという記録も見つかっていない。しかし、ガスコーニュ公ギヨーム・サンシュがサンティアゴ・デ・コンポステーラ聖廟への巡礼を行っていたときに、緊急事態としてバイキングの攻撃の際に防御の指揮を執ったという説が提唱されている。

## 家族
ギヨーム・サンシュは、パンプローナ王ガルシア・サンチェス1世の娘で、カスティーリャ伯フェルナン・ゴンサレスの寡婦であったウラカ・ガルセスと結婚した。2人の間には以下の子女が生まれた。
- ベルナール（1009年没） - ガスコーニュ公
- サンシュ6世（1032年没） - ガスコーニュ公
- ブリスク（ブリスカ） - アキテーヌ公ギヨーム5世の2番目の妃となり、ポワティエ家にガスコーニュの継承権をもたらした。のちに兄サンシュ6世の死後、ブリスクの息子ウードがガスコーニュ公位を継承した。

また、ギヨームはブルゴーニュ公アンリ1世と結婚したガルサンドの父（または叔父）である可能性がある。また、バザルー伯ベルナルド1世と結婚したトダもギヨーム・サンシュの娘である可能性がある（あるいはプロヴァンス伯ギヨーム2世の娘）。